# 清水凜花
清水 凜花（しみず りんか、2000年5月31日 - ）は、日本の元女優、元モデル。東京都出身。スターダストプロモーション制作3部に所属していたが、2018年3月31日付けで退所。

## 略歴
10626人の中から第17回「ニコラ」オーディショングランプリ。周りから進められ応募した。

## 人物
趣味は、小説や漫画、読書。特技は、油絵・弓道。
弓道で、全国大会出場。
憧れの人は松井愛莉と白石麻衣。
好きなファッション、好きなブランドは、INGNI、WEGO、heather
将来の夢は、演技もできるモデルさんになること。

## 出演

### 雑誌
- ニコラ(新潮社、2013年10月号 - 2017年5月号） - 専属モデル

### MV
- CHIHIRO「About LOVE」（2015年10月）
- heidi.「恋愛リマインド」（2015年4月）

### テレビ番組
- ポケん家(2016年7月24日放送）
- マル★カツ定食